# FortaRock golftoernooi
Het  FortaRock golftoernooi is een jaarlijks toernooi op de kalender van PGA Holland.
De eerste editie was in 2006. Het toernooi wordt meestal gespeeld op Wijchen, een van de golfbanen van BurgGolf. In 2010 werd het op Princenbosch gespeeld.
Het prijzengeld bedraagt € 20.000, waarvan de winnaar € 5.000 krijgt.

## Winnaars
| Jaar | Baan         | Winnaar          | Score     |
| ---- | ------------ | ---------------- | --------- |
| 2006 | Wijchen      | Ruben Wechgelaer | 134 (-8)  |
| 2007 | Wijchen      | Hiddo Uhlenbeck  | 138 (-4)  |
| 2008 | Wijchen      | Joost Steenkamer | 135 (-7)  |
| 2009 | Wijchen      | John Boerdonk    | 142 (par) |
| 2010 | Princenbosch | Allan McLean     | 142 (-2)  |
| 2011 | Wijchen      | 21-22 mei        |           |